# Paracuellos de Jarama
Paracuellos del Jarama és un municipi de la Comunitat de Madrid. Es localitza a proximitat de l'Aeroport de Madrid-Barajas. El seu terme municipal està format per sis localitats i nuclis de població: Paracuellos de Jarama, La Granja / El Cruce, Los Berrocales del Jarama, Belvis de Jarama, INTA i El Avalón. Fou en aquest municipi on es van instal·lar els primers centres de comunicacions del sistema de control de trànsit aeri civil a Espanya, després de la signatura del tractat d'amistat i cooperació amb els Estats Units en els anys 1950. Entre els seus atractius trobem l'àrea recreativa del riu Jarama i la pràctica del parapente.
Alguns dels seus monuments són l'Església dels Descalços de San Francisco, palau de Medinaceli, que encara conserva la seva estructura, un escut i el seu pati castellà amb columnes de pedra per a recordar la vinculació del poble amb aquesta casa ducal. I castell de Malsobaco una senzilla construcció de planta rectangular i origen àrab, envoltat per una muralla que es troba sobre una forest al sud-oest de Paracuellos.

## Història
L'origen del municipi es troba probablement en l'època musulmana, qui van aprofitar la seva privilegiada situació de mirador sobre l'altiplà per a construir un senzill castell de planta rectangular que encara es conserva. Ja en l'etapa cristiana, entre finals del segle xii i principis del xiii es troben referències escrites a la vila de Paracollos. Ja en l'edat moderna el rei Felip II ven la vila a una família de la noblesa, i finalment arriba a les mans de la casa de Medinaceli.
En la Guerra Civil Espanyola, durant la batalla de Madrid, el terme municipal de Paracuellos va ser escenari de les matances de Paracuellos: el de milers de persones per part de forces esquerranes, i en la qual molts dels seus veïns van ser obligats a cavar les fosses on s'anaven enterrant els seus cossos.